# Академия Государственного Таможенного комитета Азербайджанской Республики
Академия Государственного Таможенного комитета Азербайджанской Республики (азерб. Azərbaycan Respublikası Dövlət Gömrük Komitəsinin Akademiyası) была основана в 2012 году. Руководителем Академии является Гулу Новрузов.

## История
Академия была создана на основании Распоряжения Президента Азербайджана Ильхама Алиева № 1972 от 24 января 2012 года. В 2014/2015 учебном году в Академию осуществлен прием студентов на уровень бакалавриата по специальностям «юриспруденция» и «экономика».
Нормативный срок обучения в академии на уровне бакалавриата по очной форме составляет четыре года.
Расходы на дополнительное образование сотрудников таможенных органов покрываются за счет внебюджетного фонда развития таможенной системы согласно «Положению о внебюджетном фонде развития таможенной системы Азербайджанской Республики и правилам расходования средств Фонда», утвержденному Кабинетом Министров Азербайджана.

## Факультеты
- Юриспруденция
- Экономика
- Информационная безопасность
- Международная торговля и логистика[4]

## Сотрудничество
21 мая 2021 года между Академией государственного таможенного комитета и научно-учебным центром Генеральной прокуратуры Азербайджана был подписан меморандум о сотрудничестве.